# Pourouma velutina
Pourouma velutina är en nässelväxtart som beskrevs av Carl Friedrich Phil.Sigm. Martius och Friedrich Anton Wilhelm Miquel. Pourouma velutina ingår i släktet Pourouma och familjen nässelväxter. Inga underarter finns listade i Catalogue of Life.